# 若獅子戦
若獅子戦（わかじしせん）は、1977年 - 1991年に近代将棋社主催で行われていた、将棋の若手プロの公式棋戦。12人の優勝者のうち8人は、その後タイトルホルダーやA級棋士になっており、若手の登竜門と言える棋戦であった。当時四段以上の棋士の中から、年齢の若い順に一三人を選抜して行われ、将棋会館の特別対局室を使い、タイトル戦に近い形で行われたので若手棋士は緊張しきっていたという。第一回の開幕カードでは、二週間後に早指し選手権戦で大山康晴棋聖（当時）に挑戦を控えた伊藤果が和服で登場、益々タイトル戦風であったという。
なお、1971年度から行われていた「奨励会若獅子戦」とは異なる。

## 優勝者一覧
段位は当時のもの。タは後のタイトルホルダー。Aは後のA級棋士。着色は、2度目以降の決勝進出。
| 回 | 決勝[2]        | 優勝者           | 準優勝者         |
| -- | -------------- | ---------------- | ---------------- |
| 1  | 1977年9月21日  | 小林健二四段 A   | 宮田利男四段     |
| 2  | 1979年2月7日   | 谷川浩司四段 タA | 前田祐司五段     |
| 3  | 1980年4月3日   | 福崎文吾五段 タ  | 田中寅彦四段 タA |
| 4  | 1981年4月20日  | 大島映二四段     | 児玉孝一四段     |
| 5  | 1982年5月27日  | 南芳一五段 タA   | 中村修五段 タ    |
| 6  | 1983年5月25日  | 南芳一六段 タA   | 島朗四段 タA     |
| 7  | 1984年5月23日  | 脇謙二六段       | 神谷広志五段     |
| 8  | 1985年5月29日  | 堀口弘治四段     | 有森浩三四段     |
| 9  | 1986年10月1日  | 井上慶太四段 A   | 島朗六段 タA     |
| 10 | 1987年9月25日  | 羽生善治四段 タA | 井上慶太五段 A   |
| 11 | 1988年9月12日  | 中川大輔四段     | 佐藤康光四段 タA |
| 12 | 1989年9月6日   | 羽生善治五段 タA | 村山聖五段 A     |
| 13 | 1990年10月1日  | 村山聖五段 A     | 佐藤康光五段 タA |
| 14 | 1991年10月22日 | 先崎学五段 A     | 村山聖五段 A     |